# Blakea formicaria
Blakea formicaria es una especie de planta de flores perteneciente a la familia  Melastomataceae. Se encuentra en  Ecuador.  Su hábitat natural son las montañas húmedas subtropicales o tropicales.  

## Distribución y hábitat
Es un arbusto o liana nativo del sudeste de Ecuador donde se conocen dos colonias en la  Cordillera de Cutucú, una desde 1944 y otra desde 1976. No se conoce la existencia de la especie en áreas protegidas de Ecuador, pero se tiene la esperanza de que se encuentre dentro del  Parque nacional Sangay. 

## Taxonomía
Blakea formicaria fue descrita por Wurdack y publicado en Memoirs of The New York Botanical Garden 16: 43, f. 5, a–e. 1967.